# Усинський розлив нафти
Усинський розлив нафти — один з найбільших розливів нафти в РФ і світі
1994 року в Усинському районі (Республіка Комі) на трубопроводі «Возей — Головні споруди» з Харьягінського родовища стався великий розлив нафти — було залито сотні гектарів землі. Вилилося близько 300 тисяч тонн нафти. Нафта та нафтопродукти потрапили до річок Колва, Уса, Печора. Площа, на якій сталося забруднення, дорівнює 79 гектарам.

## Обставини аварії
- нафтопровід "Возей-Головні споруди" не був обладнаний установкою підготовки нафти (УПН), що призвело до впливу продукції нафтових свердловин Возея на нафтопровід.
- нафтопровід "Возей-Головні споруди" був пов'язаний з нафтопроводом "Хар'яга-Уса", і в результаті до нього потрапила корозійно-активна нафтова рідина з двох родовищ: Верхньо-Возейського та Харьягінського.
- на нафтопроводі не використовувалися інгібітори корозії а встановлені чотири катодні станції електрохімзахисту, через перших півроку роботи вийшли з ладу та були демонтовані.
- З 1989 по 1994 роки виникло понад 30 пробоїн, які були успішно залатані. Компанія збиралася й надалі продовжувати встановлювати латки, доки нафтопровід не відпрацює мінімальний термін у 25 років. Внаслідок чого, у серпні 1994 року сталася катастрофа: за місяць з 12 серпня по 12 вересня до довкілля потрапили десятки тисяч тонн нафти через утворення 32 пробоїн.[3]